# Andrei Wladimirowitsch Langowitsch
Andrei Wladimirowitsch Langowitsch (russisch Андрей Владимирович Лангович; * 28. Mai 2003 in Rostow am Don) ist ein russischer Fußballspieler.

## Karriere

### Verein
Langowitsch wurde in der Jugendakademie des FK Rostow ausgebildeg. Im November 2020 stand er gegen den FK Dynamo Moskau erstmals im Profikader Rostows. Sein Debüt für die Profis in der Premjer-Liga gab er schließlich im Juli 2021, als er am ersten Spieltag der Saison 2021/22 gegen Dynamo Moskau in der 80. Minute für Denis Terentjew eingewechselt wurde. Insgesamt bestritt er in der Saison 2021/22 16 von 30 möglichen Ligaspielen und zwei Pokalspielen. In der nächsten Saison waren es 22 von 30 Ligaspielen, in denen er zwei Tore schoss, und neun Pokalspiele mit einem geschossenen Tor. In der Saison 2023/24 waren es erneut 22 Ligaspiele, diesmal mit einem geschossenen Tor, und wiederum neun Pokalspiele, in denen er zu keinem Torerfolg kam.

### Nationalmannschaft
Langowitsch spielte zwischen März und Juni 2021 viermal für die russische U-18-Auswahl. In der Folge bestritt er Spiele in der U 19, U 21- und  U 23-Nationalmannschaft, überwiegend Freundschaftsspiele.